# Сім братів
«Сім братів» — група із 7 могил з похованнями синдської верхівки (5 — 4 ст. до Р. Х.), розташована поблизу гирла річки Кубані, на захід від Семибратного городища.
Досліджувана В. Тізенгавзеном (нім. Ernst Woldemar Baron v. Tiesenhausen) у 1875–1878 роках.
У непограбованих могилах відкрито поховання у кам'яних коморах зі зброєю та різним інвентарем. Віднайдені роги-ритони, вази, чарки, золоті прикраси, а також кістяки коней в багато оздобленій збруї.